# Jokelan Turasalo
Jokelan Turasalo är en ö i Finland. Den ligger i sjön Saimen och i kommunen Taipalsaari i den ekonomiska regionen  Villmanstrands ekonomiska region  och landskapet Södra Karelen, i den södra delen av landet, 200 km nordost om huvudstaden Helsingfors. Öns area är 19,8 hektar och dess största längd är 0,7 kilometer i nord-sydlig riktning.